# Syndactyla rufosuperciliata
Syndactyla rufosuperciliata là một loài chim trong họ Furnariidae.